# Логор Лобор
Логор Лобор или Лоборград је основан почетком септембра 1941. од стране власти НДХ искористивши за то истоимени дворац близу Златара у Хрватском Загорју. У њему су смештена била углавном жене и деца српске и јеврејске националности. То су била најчешће деца поубијаних родитеља, затим она која су била похватана приликом »чешљања терена« и сл. Прехрамбене и здравствене прилике биле су у изузетно лошем стању, тако да је морталитет међу децом био изузетно висок.
Нарочито је сурово поступано са затвореницама. Заповедник и стража вршили су сексуалне оргије где су младе заточенице присиљавали на однос са њима (укључујући и девојчице од 14-16 година). Како у логору није било довољно санитарних просторија, заточенице су нужду вршиле где су могле те су услед нељудских услова живота биле изложене епидемијама трбушног тифуса, дизентерије, пролива, авитаминозе.
У јесен 1942. логор је ликвидиран. Преживели затвореници упућени су делом на присилни рад у Немачку (одрасле особе), а остатак у концентрациони логор Аушвиц, где су углавном нестале.